# Ucraina la Jocurile Olimpice de vară din 2012
Ucraina a participat la Jocurile Olimpice de vară din 2012 din Londra, Regatul Unit în perioada 27 iulie - 12 august 2012, cu o delegație de 238 de sportivi care a concurat la 21 de sporturi. Cu un total de 20 de medalii, inclusiv șase de aur, s-a aflat pe locul 14 în clasamentul pe medalii.

## Medalii

### Medaliați
| Medalie | Nume                                                                       | Sport       | Probă                        | Dată      |
| ------- | -------------------------------------------------------------------------- | ----------- | ---------------------------- | --------- |
| 1       | Iana Șemiakina                                                             | Scrimă      | Spadă feminin                | 30 iulie  |
| 1       | Yana Dementieva Nataliya Dovhodko Anastasiya Kozhenkova Kateryna Tarasenko | Canotaj     | Patru vâsle cu cârmaci (4x+) | 1 august  |
| 1       | Oleksiy Torokhtiy                                                          | Haltere     | 105 kg masculin              | 6 august  |
| 1       | Yuriy Cheban                                                               | Caiac canoe | C-1 200 m masculin           | 11 august |
| 1       | Oleksandr Usyk                                                             | Box         | 91 kg masculin               | 11 august |
| 1       | Vasyl Lomachenko                                                           | Box         | 60 kg masculin               | 12 august |
| 2       | Inna Osypenko                                                              | Caiac canoe | K-1 500 m feminin            | 9 august  |
| 2       | Inna Osypenko                                                              | Caiac canoe | K-1 200 m feminin            | 11 august |
| 2       | Oleksandr Pyatnytsya                                                       | Atletism    | Aruncarea cioacunlui         | 11 august |
| 2       | Denys Berinchyk                                                            | Box         | 64 kg                        | 12 august |
| 2       | Valerii Andriitsev                                                         | Lupte       | Libere 96 kg masculin        | 12 august |
| 3       | Olena Kostevych                                                            | Tir         | Pistol cu aer comprimat 10 m | 29 July   |
| 3       | Olena Kostevych                                                            | Tir         | Pistol 25 m                  | 1 august  |
| 3       | Yuliya Kalina                                                              | Haltere     | 58 kg feminin                | 30 July   |
| 3       | Olha Harlan                                                                | Scrimă      | Sabie feminin                | 1 august  |
| 3       | Olha Saladuha                                                              | Atletism    | Triplu salt                  | 5 august  |
| 3       | Ihor Radivilov                                                             | Gimnastică  | Sărituri                     | 6 august  |
| 3       | Olesia Povh Hrystyna Stuy Maria Riemien Yelizaveta Bryzhina                | Atletism    | 4×100 m                      | 10 august |
| 3       | Taras Shelestyuk                                                           | Box         | 69 kg                        | 10 august |
| 3       | Oleksandr Hvozdyk                                                          | Box         | 81 kg                        | 10 august |

### Medalii după sport
| Sport       | Aur | Argint | Bronz | Total |
| Box         | 2   | 1      | 2     | 5     |
| Caiac-canoe | 1   | 2      | 0     | 3     |
| Scrimă      | 1   | 0      | 1     | 2     |
| Haltere     | 1   | 0      | 1     | 2     |
| Canotaj     | 1   | 0      | 0     | 1     |
| Atletism    | 0   | 1      | 2     | 3     |
| Lupte       | 0   | 1      | 0     | 1     |
| Tir         | 0   | 0      | 2     | 2     |
| Gimnastică  | 0   | 0      | 1     | 1     |
| Total       | 6   | 5      | 9     | 20    |